# Stade de Copet
Stade de Copet – stadion piłkarski w Vevey, w Szwajcarii. Może pomieścić 3900 widzów. Na obiekcie swoje spotkania rozgrywają piłkarze klubu FC Vevey Sports 05.